# Niskasaari (ö i Norra Österbotten, Koillismaa, lat 65,89, long 29,24)
Niskasaari är en ö i Finland. Den ligger i sjön Vanttajajärvi och i kommunen Kuusamo i den ekonomiska regionen  Koillismaa ekonomiska region  och landskapet Norra Österbotten, i den nordöstra delen av landet, 700 km norr om huvudstaden Helsingfors. Öns area är 3,9 hektar och dess största längd är 350 meter i öst-västlig riktning.